# تیم ملی والیبال زنان افغانستان
تیم ملی والیبال زنان افغانستان تیم ملی والیبال مختص زنان افغانستانی است که به عنوان نماینده افغانستان در رقابت‌های رسمی و دوستانه با حریفان به رقابت می‌پردازند.

## فیلم‌ها
- Afghan National Women's Volleyball Team vs. ISAF Youtube.com video